# Пима (округ)
Пи́ма (англ. Pima County) — округ в штате Аризона, США.

## Описание
Округ расположен в южной части штата, с запада, севера и востока граничит с другими округами штата, с юга — с Мексикой. Назван, как и большинство округов Аризоны, в честь представителей коренных американцев — племени пима. Столица и крупнейший город — Тусон; открытые водные пространства занимают 7 км² (0,03 % от общей площади), вся площадь округа составляет 23 799 км².

## История
Округ, один из четырёх «первоначальных» (то есть образованных согласно Первому Аризонскому территориальному законодательству), был образован 9 ноября 1864 года после Покупки Гадсдена. Первоначально он состоял из земель Аризоны, лежащих восточнее 113° 20' западной долготы и южнее реки Хила, но уже к концу 1890-х годов был разделён на округа Пима, Кочис, Грэм и Санта-Круз.
В 2012 году была предпринята попытка выделить Пиму в отдельный штат, который будет назваться Южная Аризона (англ. Southern Arizona). При этом округ Пима превосходит штаты Род-Айленд, Делавэр, Коннектикут и Нью-Джерси по площади, а штаты Аляска, Монтана, Северная Дакота, Южная Дакота и Вайоминг — по количеству населения.

## Транспорт
Через округ проходят следующие крупные автодороги:
- автомагистраль I-10
- автомагистраль I-19
- трасса Arizona State Route 79
- трасса Arizona State Route 83
- трасса Arizona State Route 85
- трасса Arizona State Route 86
- трасса Arizona State Route 210

## Демография
Расовый состав
- Белые — 74,3 %
- Афроамериканцы — 3,5 %
- Азиаты — 2,6 %
- Коренные американцы — 3,3 %
- Гавайцы или уроженцы Океании — 0,2 %
- Две и более расы — 3,7 %
- Прочие — 12,4 %
- Латиноамериканцы (любой расы) — 34,6 %

Население
| 1870 год — 5716 жителей 1880 — 17 006 (+197,5 %) 1890 — 12 673 (-25,5 %) 1900 — 14 689 (+15,9 %) 1910 — 22 818 (+55,3 %) 1920 — 34 680 (+52,0 %) | 1930 — 55 676 (+60,5 %) 1940 — 72 838 (+30,8 %) 1950 — 141 216 (+93,9 %) 1960 — 265 660 (+88,1 %) 1970 — 351 667 (+32,4 %) 1980 — 531 443 (+51,1 %) | 1990 — 666 880 (+25,5 %) 2000 — 843 746 (+26,5 %) 2010 — 980 263 (+16,2 %) 2011 — 989 569 (оценка) |

## Города
- Южный Тусон — город с населением свыше 5 тысяч человек, с высоким уровнем безработицы и преступности
- Тусон — окружной центр
- Марана — город на границе округов Пима и Пинал с населением около 40 тысяч человек расположенные на весьма обширной площади
- Оро Велли — город с населением свыше 40 тысяч человек
- Сахуарита — город с населением 25 тысяч человек

## Достопримечательности
- Национальный парк Сагуаро
- Биосфера-2

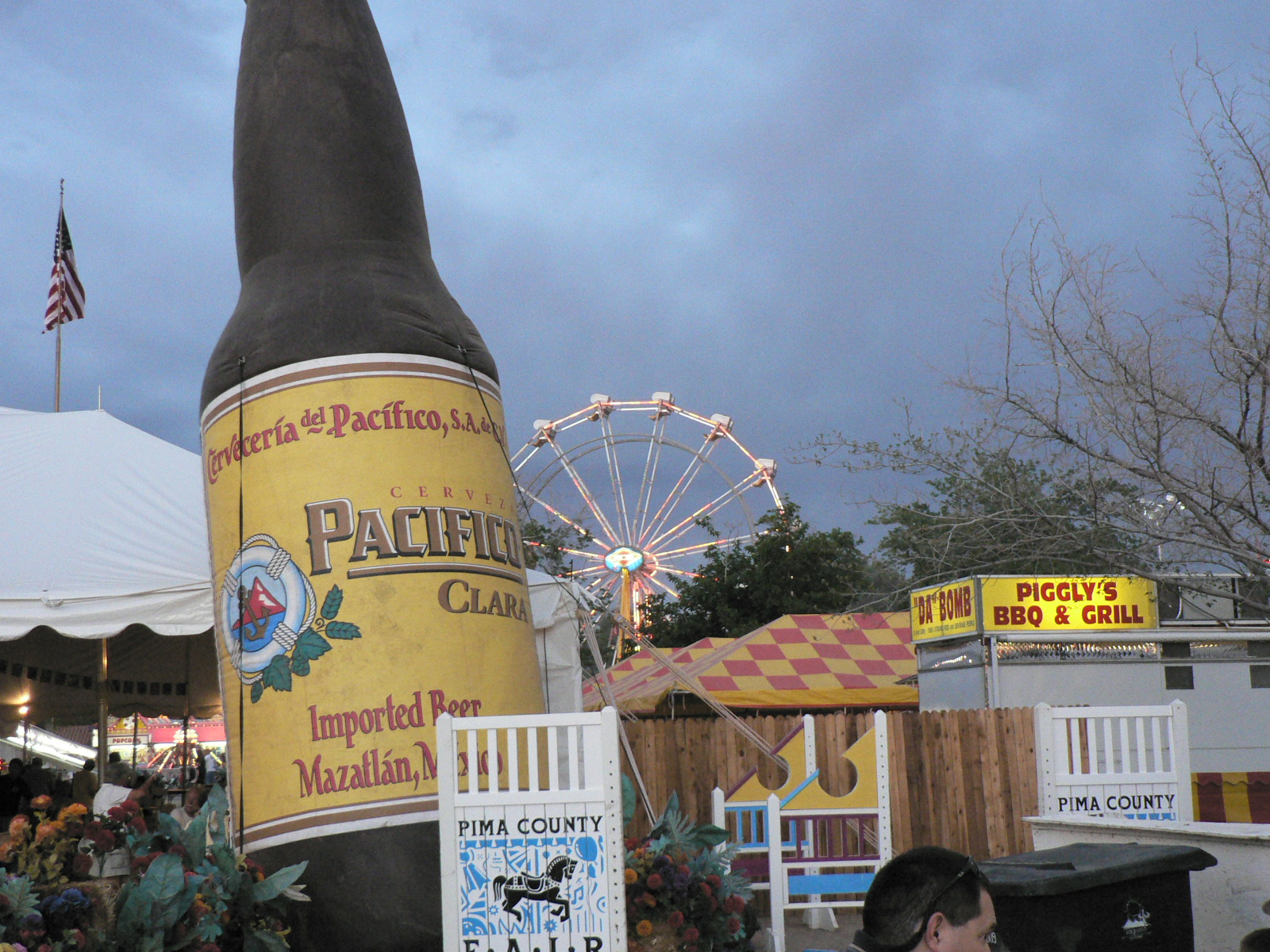
Ярмарка округа Пима, апрель 2007 года

- англ. Buenos Aires National Wildlife Refuge
- англ. Cabeza Prieta National Wildlife Refuge (частично)
- англ. Las Cienegas National Conservation Area (частично)
- англ. Mission San Xavier del Bac
- Национальный лес Коронадо (англ. Coronado National Forest) (частично)
- Национальный монумент Леса Айронвуд (англ. Ironwood Forest National Monument) (частично)
- Национальный монумент кактуса Органная труба (англ. Organ Pipe Cactus National Monument)
- Киностудия «Старый Тусон» (англ. Old Tucson Studios)
- Музей Титановой ракеты (англ. Titan Missile Museum)